# William McKinley
William McKinley, född 29 januari 1843 i Niles i Ohio, död 14 september 1901 i Buffalo i New York (mördad), var en amerikansk advokat och republikansk politiker som var USA:s president åren 1897–1901.

## Bakgrund
McKinley tillhörde en skotsk-irländsk släkt som invandrat till Nordamerika på 1740-talet. 
Till yrket var han posttjänsteman. Då amerikanska inbördeskriget utbröt 1861, anmälde han sig som frivillig och fick medalj för sin tapperhet i slaget vid Antietam den 17 september 1862. Vid inbördeskrigets slut 1865 hade han avancerat till major. Han började därefter studera juridik och blev 1867 advokat. Han gifte sig 1871 med Ida Saxton.

## Politisk karriär

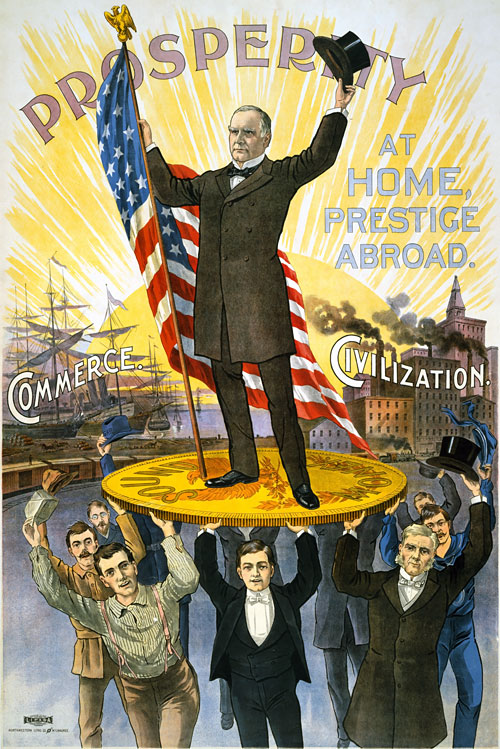
Valaffisch för McKinleys presidentkampanj 1900.

År 1876 valdes McKinley till medlem av kongressens representanthus, där han kom att sitta perioderna 1877–1883 och 1885–1891. Som ordförande i representanthusets skatteutskott lade han i april 1890 fram ett förslag till en skyddsvänlig tulltariff, kallad "McKinley-billen". Denna antogs den 10 juni 1890 och innebar en i många fall skyhög tullsats; avsikten var att främja en utveckling av den amerikanska industrin. Viss handel underlättades emellertid, såsom importen av socker och exporten av amerikanskt fläsk till Europa.
McKinley var Ohios guvernör åren 1892–1895. Han nominerades som republikanernas kandidat till posten som USA:s president 1896 och vann med 271 elektorsröster (mot motståndaren William Jennings Bryans 176) efter en hård valstrid i presidentvalet 1896. Han tillträdde sitt ämbete den 4 mars 1897. Han omvaldes för ytterligare en mandatperiod i presidentvalet 1900.
Under tiden som USA:s president bedrev han en "imperialistisk" utrikespolitik. Under hans regeringstid ingrep USA först genom förhandlingar och sedan i krig i striden mellan Spanien och Kuba. Vid freden i Paris den 10 december 1898 kom såväl Puerto Rico, Guam och Filippinerna att tillfalla USA, medan Kuba ställdes under amerikansk jurisdiktion, allt till priset av de $20 miljoner USA betalade till Spanien. År 1898 annekterades ögruppen Hawaii, vilken blev amerikanskt territorium i april 1900. Amerikanska trupper deltog också i en väpnad internationell aktion i Kina 1900.
McKinley sköts den 6 september 1901 av Leon Czolgosz, då han invigde den panamerikanska utställningen i Buffalo i New York. Han dog av skadorna (två kulor som träffade honom i buken från nära håll) åtta dygn senare. Leon Czolgosz var en våldsromantiserande anarkist som bland annat inspirerats av mordet på italienska kungen Umberto I.

## Utnämning tillhögsta domstolen
- Joseph McKenna, 1898